# Vanessa Paradis
Vanessa Chantal Paradis (Saint-Maur-des-Fossés, 22 dicembre 1972) è un'attrice e cantante francese.

## Biografia
Nata a Saint-Maur-des-Fossés e figlia di André e di Corinne Pain, trascorre l'infanzia a Villiers-sur-Marne. Comincia fin da piccola a coltivare la passione per il canto e a soli 11 anni registra il singolo La magie des surprises parties.
Nel 1987 ottiene il successo con Joe le taxi, che diventa una vera hit internazionale. Nell'agosto 1988 pubblica il suo primo album M&J, dove collaborano Étienne Roda-Gil (testi) e Franck Langolff (musica).
Nel 1989 debutta anche come attrice nel film Noce blanche di Jean-Claude Brisseau. Nonostante all'epoca fosse ancora minorenne, compare in alcune scene di nudo. Nel film la Paradis interpreta il ruolo di una studentessa innamorata del suo professore di filosofia (Bruno Cremer). Ottiene il Premio César per la migliore promessa femminile e anche il Premio Romy Schneider. Nel periodo seguente decide comunque di dedicarsi soltanto alla carriera musicale e nel 1990 arriva il suo secondo album, Variations sur le même t'aime, scritto da Serge Gainsbourg.
Nel 1991 diventa testimonial di Chanel e diventa famosa in tutto il mondo come volto-simbolo del profumo Coco. Nel 1992 collabora con Lenny Kravitz (all'epoca anche suo fidanzato) e canta per la prima volta un album interamente in lingua inglese nell'eponimo album Vanessa Paradis, uscito nel settembre '92 e registrato nel New Jersey. Da questo periodo porta avanti in maniera parallela la carriera di cantante e quella di attrice. A livello internazionale, tuttavia, ottiene più successo nel campo del cinema. Nel 1994 interpreta Elisa nell'omonimo film diretto da Jean Becker, in cui recita al fianco di Gérard Depardieu. Pubblica il suo primo album dal vivo nel febbraio 1994.

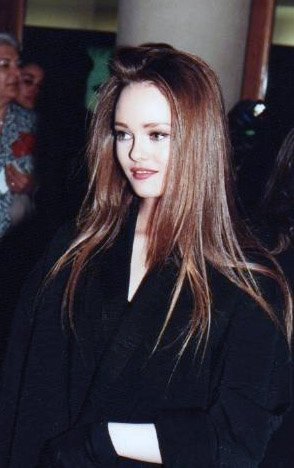
Vanessa Paradis ai Premi César 1991

Nel 1999 riscuote successo di pubblico e critica grazie al film La ragazza sul ponte, diretto da Patrice Leconte. Per l'interpretazione ottiene una candidatura ai Premi César come miglior attrice. Negli anni novanta recita accanto ad altri grandi nomi del cinema francese quali Jean-Paul Belmondo, Alain Delon e Jean Reno. Nell'ottobre 2000 pubblica un nuovo album discografico, Bliss, in cui si cimenta per la prima volta come cantautrice. Bliss è seguito dal secondo album dal vivo, intitolato Au Zénith (novembre 2001). A questo disco live partecipa Steve Nieve, già collaboratore di Elvis Costello.
Nell'agosto 2007 esce Divinidylle. Questo album, che la vede collaborare con Franck Monnet, Alain Chamfort e Matthieu Chedid, le permette di vincere un Victoires de la musique nelle categorie "album di musica alternativa dell'anno" e "artista femminile dell'anno". Sempre nel 2007 è stata nominata cavaliere dell'Ordre des Arts et des Lettres. Nel 2010 pubblicizza il rossetto Rouge Coco di Chanel, nel cui spot canta e fischietta What a Day for a Daydream.
Nel 2011 realizza, insieme a -M-, la colonna sonora del film d'animazione Un mostro a Parigi. Ottiene un Genie Award nel 2012 come "miglior attrice" per la sua interpretazione nel film Café de Flore di Jean-Marc Vallée. Nel maggio 2013 pubblica il doppio album Love Songs, prodotto da Benjamin Biolay.

## Vita privata
Sua sorella Alysson Paradis, nata nel 1984, è un'attrice. Nel giugno 1998 inizia una relazione con l'attore statunitense Johnny Depp, da cui ha due figli: Lily-Rose Melody, nata il 27 maggio 1999, e Jack John Christopher III, nato il 9 aprile 2002. Nel giugno 2012, dopo 14 anni, la coppia si separa ufficialmente. Il 30 giugno 2018 ha sposato il regista Samuel Benchetrit.

## Discografia

### Album in studio
- 1988 - M&J
- 1990 - Variations sur le même t'aime
- 1992 - Vanessa Paradis
- 2000 - Bliss
- 2007 - Divinidylle
- 2013 - Love Songs

### Singoli
- 1987 - Joe le taxi
- 1988 - Manolo Manolete
- 1988 - Marilyn & John
- 1988 - Maxou
- 1989 - Coupe coupe
- 1989 - Mosquito
- 1990 - Tandem
- 1990 - Dis-lui toi que je t'aime
- 1991 - L'Amour en soi
- 1992 - Be My Baby
- 1993 - Sunday Mondays
- 1993 - Natural High
- 1993 - Just as Long as You Are There
- 1994 - Les Cactus (live)
- 1994 - Gotta Have It (live)
- 2000 - Commando
- 2000 - Pourtant
- 2001 - Que fait la vie?
- 2001 - L'Eau à la bouche (live)
- 2001 - Walk on the Wild Side (live)
- 2007 - Divine idylle
- 2007 - Dès que j'te vois
- 2008 - L'Incendie
- 2008 - Les piles (live) (con -M-)
- 2008 - Joe le taxi (live)
- 2009 - Il y a
- 2011 - La Seine (con -M-)
- 2013 - Love Song
- 2013 - Les espaces et les sentiments
- 2014 - Mi amor
- 2014 - Pas besoin de permis (con Benjamin Biolay)

### Dal vivo
- 1994 - Live
- 2001 - Au Zénith
- 2008 - Divinidylle tour
- 2010 - Une nuit à Versailles
- 2014 - Love Songs Tour

### Colonne sonore
- 2004 - Atomik Circus (con The Little Rabbits)
- 2011 - Un monstre à Paris

### Raccolte
- 2009 - Best of Vanessa Paradis

## Filmografia

### Attrice

#### Cinema
- Noce blanche, regia di Jean-Claude Brisseau (1989)
- Élisa, regia di Jean Becker (1995)
- Un amore di strega (Un amour de sorcière), regia di René Manzor (1997)
- Uno dei due (1 chance sur 2), regia di Patrice Leconte (1998)
- La ragazza sul ponte (La fille sur le pont), regia di Patrice Leconte (1999)
- Atomik Circus: le retour de James Bataille, regia di Didier e Thierry Poiraud (2004)
- Mon Ange, regia di Serge Frydman (2005)
- La clef, regia di Guillaume Nicloux (2007)
- Il truffacuori (L'Arnacœur), regia di Pascal Chaumeil (2010)
- Cafè de Flore, regia di Jean-Marc Vallée (2011)
- Dubaï Flamingo, regia di Delphine Kreuter (2012)
- Je me suis fait tout petit, regia di Cécilia Rouaud (2012)
- Cornouaille, regia di Anne Le Ny (2012)
- Gigolò per caso (Fading Gigolo), regia di John Turturro (2013)
- Rio, eu te amo, registi vari (2014)
- 11 donne a Parigi (Sous les jupes des filles), regia di Audrey Dana (2014)
- Yoga Hosers - Guerriere per sbaglio (Yoga Hosers), regia di Kevin Smith (2016)
- Maryline, regia di Giullaume Gallienne (2017)
- Frost, regia di Šarūnas Bartas (2017)
- Un couteau dans le cœur, regia di Yann Gonzalez (2018)
- Photo de famille, regia di Cécilia Rouaud (2018)
- A letto con Sartre (Cette musique ne joue pour personne), regia di Samuel Benchetrit (2021)

#### Televisione
- Le soldat Rose, regia di Jean-Louis Cap (2006) - film TV

### Doppiatore
- Il piacere e i suoi piccoli inconvenienti (Le plaisir (et ses petits tracas), regia di Nicolas boukhrief (1998)
- The magic Roundabout regia di Dave Borthwick, Jean Duval e Frank Passinngham (2005)
- Un mostro a Parigi (Un monstre à Paris), regia di Bibo Bergeron (2011)

## Doppiatrici italiane
- Claudia Pittelli in Un amore di strega, Uno dei due, 11 donne a Parigi
- Antonella Baldini in Elisa
- Eleonora De Angelis in La ragazza sul ponte
- Domitilla D'Amico in Il truffacuori
- Ilaria Stagni in Gigolò per caso
- Ilaria Latini in Yoga Hosers - Guerriere per sbaglio
- Chiara Colizzi in A letto con Sartre

Da doppiatrice è sostituita da:
- Arisa in Un mostro a Parigi